# 上博纳泰
上博纳泰（義大利語：Bonate Sopra）是意大利贝加莫省的一个市镇。总面积5.94平方公里，人口8637人，人口密度1454.0人/平方公里（2009年）。国家统计（ISTAT）代码为016030。